# Tirreno-Adriatico 1993
Tirreno-Adriatico 1993 est la 28e édition de la course cycliste par étapes italienne Tirreno-Adriatico. L’épreuve se déroule entre le 10 et le 17 mars 1993, sur un parcours de 1 431,0 km.
Le vainqueur de la course est l’Italien Maurizio Fondriest (Lampre-Polti).

## Classements des étapes
| Étape | Date    | Villes étapes                          | km    | Vainqueur d’étape  | Leader du classement général |
| ----- | ------- | -------------------------------------- | ----- | ------------------ | ---------------------------- |
| 1     | 10 mars | Ostie - Fiuggi                         | 189,0 | Erik Zabel         | Erik Zabel                   |
| 2     | 11 mars | Fiuggi - Isodel Liri                   | 179,0 | Maurizio Fondriest | Jesper Skibby                |
| 3     | 12 mars | Ferentino - Avezzano                   | 184,0 | Giovanni Fidanza   | Jesper Skibby                |
| 4     | 13 mars | Avezzano - Castel di Lama              | 225,0 | Maurizio Fondriest | Maurizio Fondriest           |
| 5     | 14 mars | Grottammare - Porto Sant'Elpidio       | 163,0 | Endrio Leoni       | Maurizio Fondriest           |
| 6     | 15 mars | Recanati - Porto Recanati              | 170,0 | Uwe Raab           | Maurizio Fondriest           |
| 7     | 16 mars | Monte Pietrangeli - Porto Sant'Elpidio | 160,0 | Rolf Sørensen      | Maurizio Fondriest           |
| 8     | 17 mars | S.B del Tronto - S.B del Tronto        | 161,0 | Massimo Strazzer   | Maurizio Fondriest           |

## Classement général
|    | Cycliste            | Pays       | Équipe              | Temps            |
| -- | ------------------- | ---------- | ------------------- | ---------------- |
| 1  | Maurizio Fondriest  | Italie     | Lampre-Polti        | 38 h 29 min 36 s |
| 2  | Andreï Tchmil       | Moldavie   | GB-MG Maglificio    | + 9 s            |
| 3  | Stefano Della Santa | Italie     | Mapei               | + 10 s           |
| 4  | Andrea Chiurato     | Italie     | Gatorade            | + 11 s           |
| 5  | Davide Rebellin     | Italie     | GB-MG Maglificio    | + 12 s           |
| 6  | Alberto Elli        | Italie     | Ariostea            | + 15 s           |
| 7  | Erik Zabel          | Allemagne  | Team Telekom        | + 16 s           |
| 8  | Alberto Volpi       | Italie     | Mecair-Ballan       | + 17 s           |
| 9  | Udo Bölts           | Allemagne  | Team Telekom        | + 17 s           |
| 10 | Alexandr Shefer     | Kazakhstan | Navigare-Blue Storm | + 17 s           |